# Meetklem

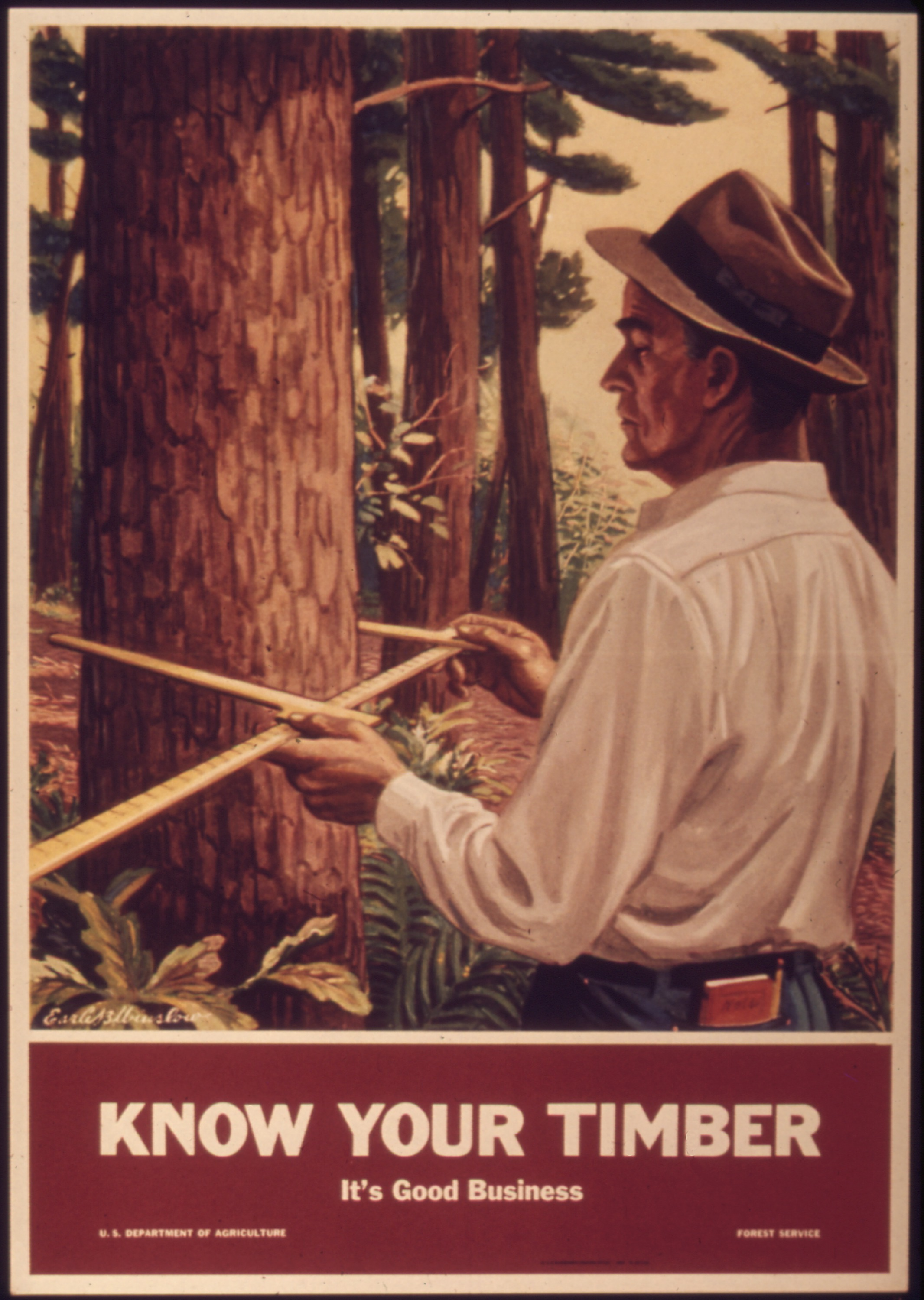
Een bosbouwer die een analoge meetklem gebruikt op een naaldboom (Amerikaans affiche uit de Tweede Wereldoorlog)

Een meetklem is een type schuifmaat dat in de bosbouw wordt gebruikt om de diameter op borsthoogte (dbh) van een boom op te meten. Er bestaan zowel analoge meetklemmen als elektronische meetklemmen die via bluetooth werken.

## Afbeeldingen

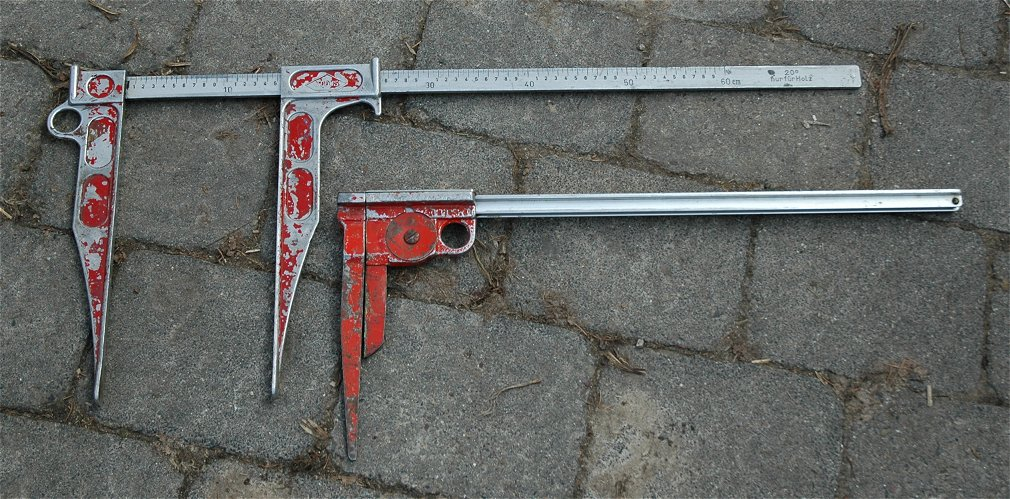
Analoge meetklemmen (dicht en open)
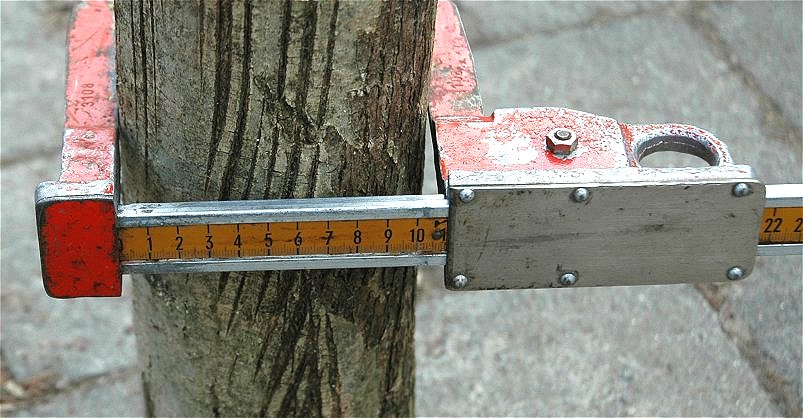
Een analoge meetklem
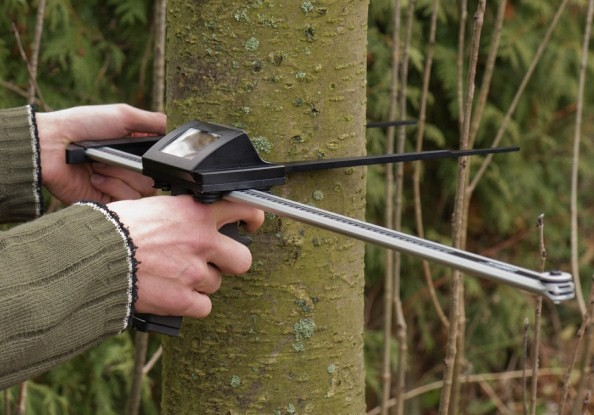
Een elektronische meetklem